# تاكافومي هوري (رجل أعمال)
تاكافومي هوري (باليابانية: 堀江貴文؛ بالكانا: ほりえ たかふみ) هو ناقد وشخصية أعمال وتارينتو ياباني، ولد في 29 أكتوبر 1972 في يامي في اليابان.

## وصلات خارجية
- الموقع الرسمي